# Proctoporus subsolanus
Proctoporus subsolanus är en ödleart som beskrevs av Doan och Castoe och Arizabal Arriaga 2005. Proctoporus subsolanus ingår i släktet Proctoporus och familjen Gymnophthalmidae. Inga underarter finns listade i Catalogue of Life.
Populationens taxonomiska status är omstridd. Den listas av Reptile Database som synonym till Proctoporus bolivianus.